# اتحاد جبال النوبة
الاتحاد جبال النوبة هو حزب سياسي في السودان، تأسس في أكتوبر 1964. كان الحزب تحالفًا للزعماء القبليين والسياسيين في كردفان. يعكس تشكيل الحزب الاستياء من الأحزاب التقليدية، وكان
معاصراً للأحزاب الإقليمية الأخرى في شمال السودان مثل
مؤتمر البجا وجبهة تنمية دارفور.   
فاز الحزب بسبعة مقاعد في انتخابات عام 1965، حيث تنافس كحزب مستقل. 
تنافس الحزب على مقعدين في انتخابات الجمعية التأسيسية لعام 1968، وفاز بالمقعدين. في المجموع حصل الحزب على 3171 صوتًا (0.17٪) من الأصوات الوطنية). 